# Христов, Валентин (1956)
Валентин Христов (болг. Валентин Христов, род. 15 марта 1956, Перник) — болгарский тяжёлоатлет, выступавший в 1970-х годах в супертяжёлой весовой категории. Заслуженный мастер спорта Болгарии.

## Биография
Начал заниматься тяжёлой атлетикой в возрасте 12 лет в рамках большой программы поиска талантливых спортсменов, инициированной болгарским тренером национальной сборной по тяжёлой атлетике Иваном Абаджиевым.
В 1975 году Валентин стал сенсацией московского чемпионата мира, где он набрал 417.5 кг в сумме двоеборья в первом тяжёлом весе и даже взял на грудь 245.5 кг — этот вес превышал на тот момент абсолютный рекорд Василия Алексеева, но толкнуть этот вес Валентин не смог.
В следующем, 1976 году, Валентин Христов стал олимпийским чемпионом в категории до 110 кг, но позже по результатам допинг-контроля медаль перешла к советскому атлету Юрию Зайцеву.
В 1980 году на Олимпийских играх в Москве разыгралась борьба Валентина с Леонидом Тараненко. Поначалу Христов выиграл у Тараненко 2.5 кг в рывке, подняв 185 кг. Однако в толчке он одолел лишь 220 кг и дважды не справился с 235 кг, в то время как Тараненко толкнул 240 кг. 
После олимпиады Валентин закончил карьеру, посчитав соперников слишком серьезными для себя. 
За время выступлений установил 9 рекордов мира.
После завершения карьеры активного штангиста он временно занимал ведущую позицию в Болгарской ассоциации тяжёлой атлетики. Почётный гражданин Перника.